# Pavlína Jíšová
Pavlína Jíšová (* 21. září 1962, České Budějovice) je česká folková zpěvačka, textařka a skladatelka.

## Hudební kariéra
Vystudovala učitelství českého jazyka a hudební výchovy na českobudějovické Pedagogické fakultě.
Se skupinou Sem Tam získala dvakrát ocenění Porta na stejnojmenném plzeňském festivalu. Poté zpívala s Pavlem Žalmanem Lohonkou ve skupině Žalman & spol., tuto kapelu v roce 1990 opustila kvůli svým mateřským povinnostem. Od roku 1991 působila ve skupině Nezmaři, od roku 2002 vystupuje jako sólová zpěvačka. V roce 2002 založila vlastní skupinu CS Band (zkratka CS, protože hudebníci Pavel Malina, Pavel Plánka pocházejí z Čech, Juraj Figura, Peter Szabados ze Slovenska). V současné době[kdy?] vystupuje se skupinou Pavlína Jíšová a přátelé, často společně se svou dcerou, zpěvačkou Adélou Jonášovou.
Na většině písniček, které Pavlína se svojí skupinou zpívá, se sama hudebně i textařsky podílí, ale obecně písničky pochází od všech členů skupiny, někdy doplněné o texty Zbyška Rašky.
Pavlína Jíšová prezentuje písničky z hudební scény folk&country stylu v pořadu Folková jíška Pavlíny Jíšové v českobudějovickém Českém rozhlase. S těmito pořady souvisejí i živé koncerty v rozhlasovém hudebním studiu natáčené jihočeskou televizí Gimi a českobudějovickým rozhlasem za účasti diváků. Zájem o písně Pavlíny Jíšové dokládá autorská spolupráce s Věrou Martinovou, Marií Rottrovou a Pavlem Bobkem.
Šestkrát po sobě získala ocenění Zpěvačka roku od hudebního časopisu Folk & Country. Českými hudebními médii je často označována jako „první dáma českého folku“.

## Diskografie
- 1993 Pavlína Jíšová a Weekend, Někdo jiný než jsem já, Reflex Records
- 1995 Druhá tráva s Pavlínou Jíšovou, Venkow
- 1998 Pavlína Jíšová, JI-HO MUSIC
- 2001 Láska je nádech, BMG
- 2003 V proutěném křesle, BMG
- 2007 Andělé jsou s námi, Good Day Records
- 2009 Blázen tančí dál, Pavel Peroutka
- 2011 To si piš…, Pavel Peroutka
- 2014 To já, písnička

## Galerie

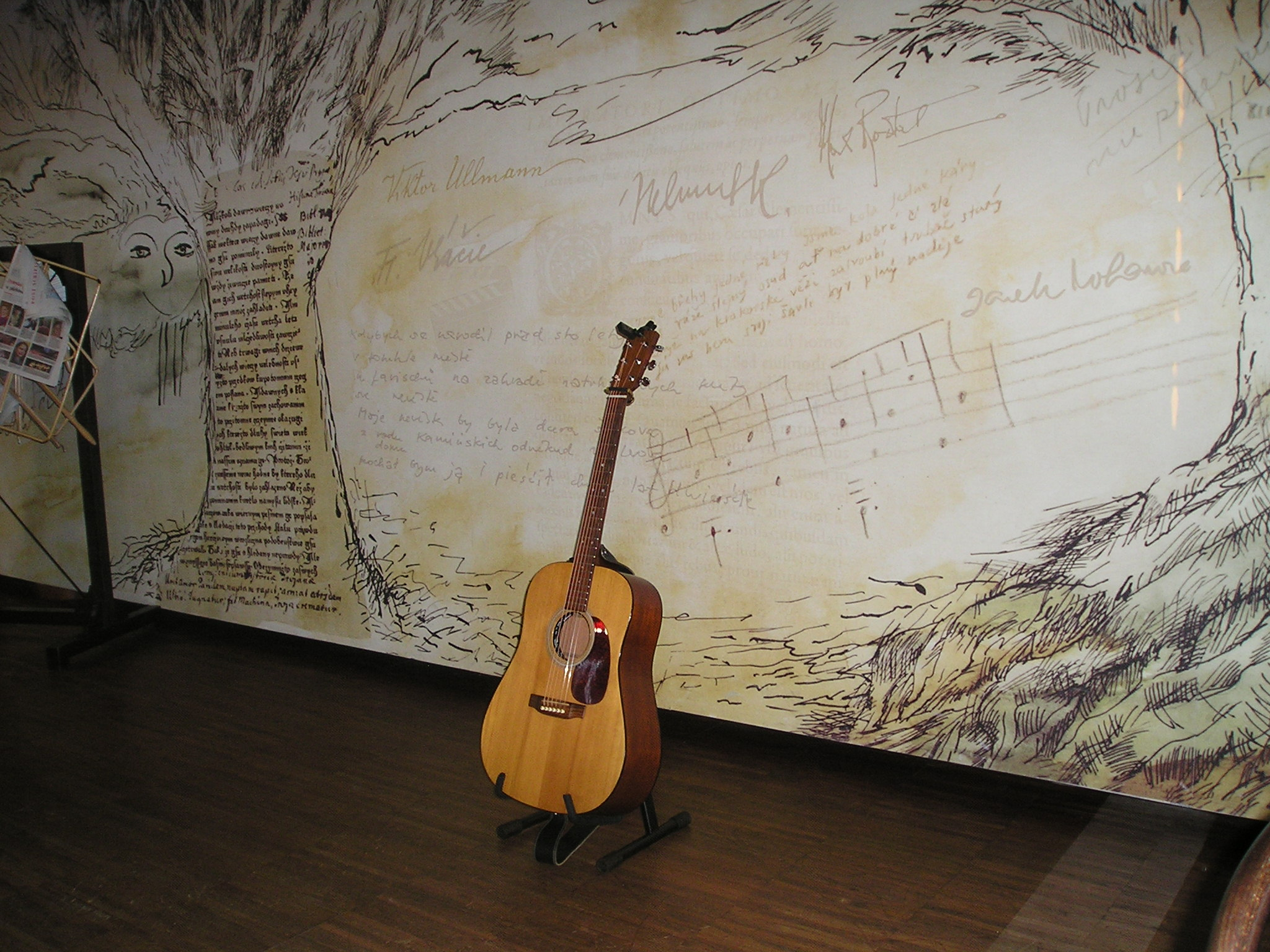
Kytara Pavlíny Jíšové
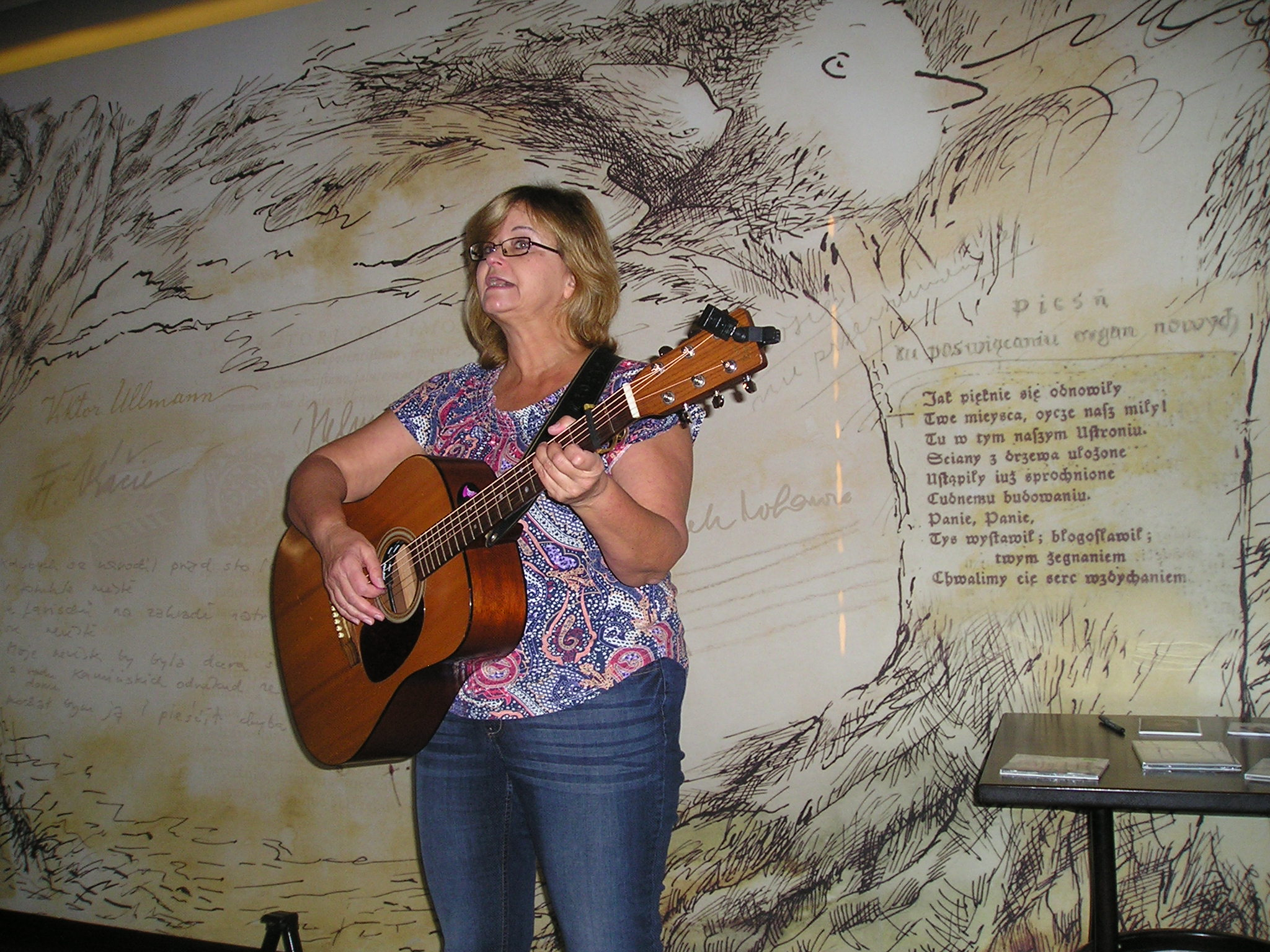
Pavlína Jíšová v Avionu
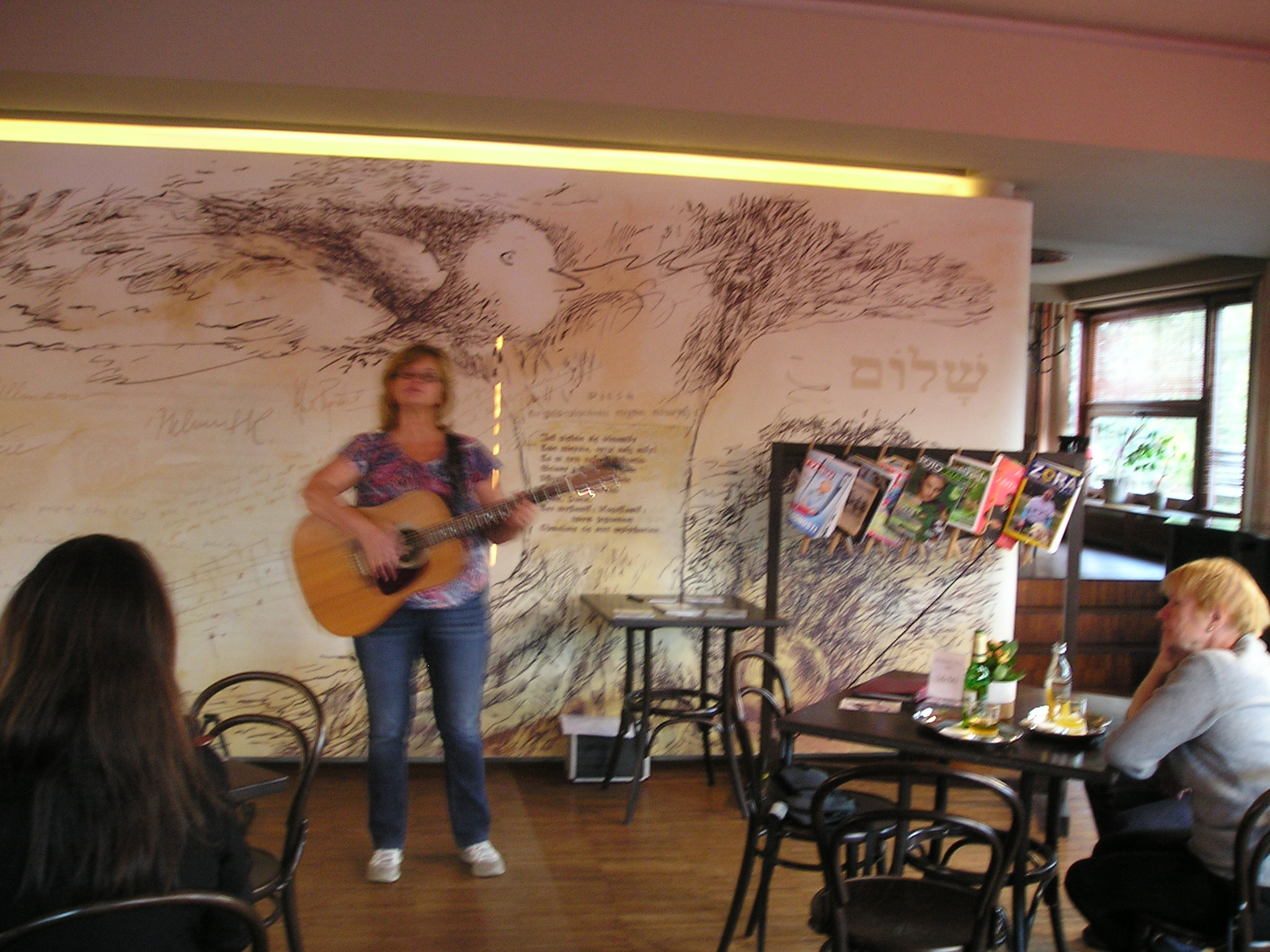
Pavlína Jíšová na koncertě v Avionu v Českém Těšíně
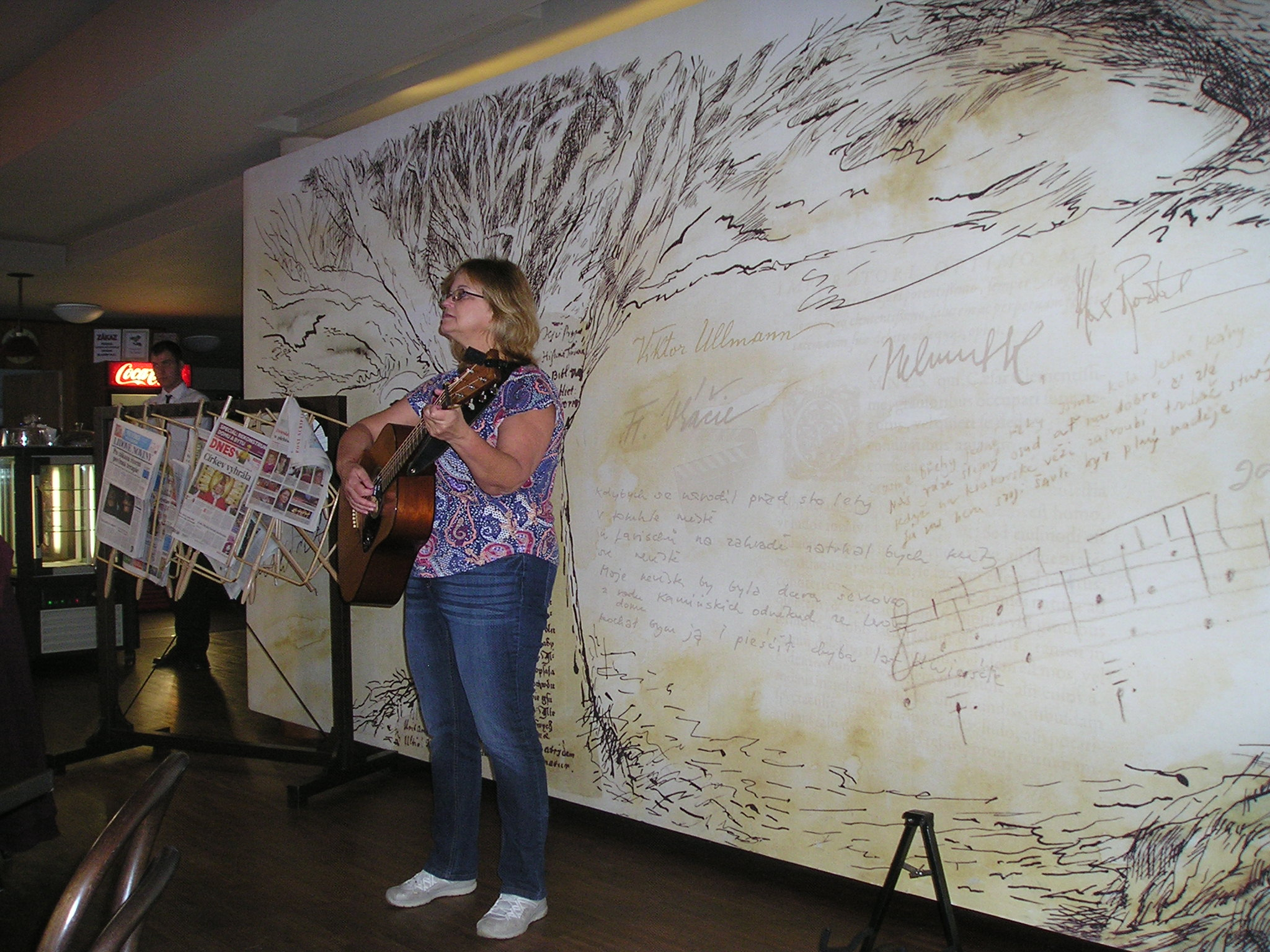
Pavlína Jíšová v Českém Těšíně